# Natitingou
Natitingou is een van de 77 gemeenten (communes) in Benin. De gemeente is de hoofdstad van het departement Atacora en telt 103.843 inwoners (2013). De gemeente heeft een oppervlakte van 3.045 km² en is onderverdeeld in negen arrondissementen, waarvan de eerste drie de stad Natitingou vormen:
- Natitingou 1
- Natitingou 2
- Natitingou 3
- Kotopounga
- Kouaba
- Kouandata
- Péporiyakou
- Perma
- Tchoumi-Tchoumi

## Economie
De landbouw is de belangrijkste economische sector. Er worden maïs, sorghum, gierst, yams en tomaten geteeld. De voornaamste gewassen voor de markt zijn tabak en katoen. Verder zijn de handel en de administratie belangrijk. In Perma wordt er goud gewonnen. Verder is er zand- en grindwinning in de gemeente.
Een toeristische trekpleister zijn de watervallen van Kota.

## Geografie
Het grondgebied van de gemeente bestaat voor een groot deel uit een schiervlakte. Ook het Atacoragebergte ligt deels in de gemeente. De stad Natitingou ligt in een dal van het Atacoragebergte. De voornaamste rivieren zijn de Yarpao, de Koumagou en de Winnou. Het landschap bestaat voornamelijk uit savanne.
Het klimaat telt een droog seizoen van november tot april en een regenseizoen van mei tot oktober. In de maanden augustus en september valt de meeste neerslag. De gemiddelde temperatuur bedraagt 35° C in het droge seizoen en 28° C in het regenseizoen.

## Bevolking
De streek is bekend voor het volk van de Somba of Bètammaribè. Verder leven er Waaba, Dendi en Fulbe.
De meeste inwoners (59% in 2002) hangen een inheemse godsdienst aan. Daarna volgen de christenen (20%, merendeels katholieken) en ten slotte de moslims (14,5%). Natitingou is sinds 1964 de zetel van een rooms-katholiek bisdom.
Opm: Bevolkingscijfers in duizendtallen
Bron: Natitingou, Commune in Benin; 1979-2013: volkstellingen
Bron: Institut National de la Statistique Benin; 2013: volkstelling

## Geschiedenis
Tijdens de koloniale periode (1913-1960) had de Franse gouverneur van de provincie Atacora hier zijn paleis. In 1916 leidde Kaba hier een opstand van de Somba. Hij voerde een guerillaoorlog met pijl en boog maar werd in 1917 verslagen en gedood. Ook na de onafhankelijkheid bleef Natitingou een administratief centrum als hoofdstad (prefectuur) van het departement Atacora.

## Stedenbanden
Natitingou heeft stedenbanden met Hoei in België en Rillieux-la-Pape in Frankrijk.

## Geboren
- Maurice Kouandété (1932-2003), militair en president van Benin
- Mathieu Kérékou (1933-2015), president van Benin

## Afbeeldingen

Traditionele woning (Tata van de Somba) op het platteland
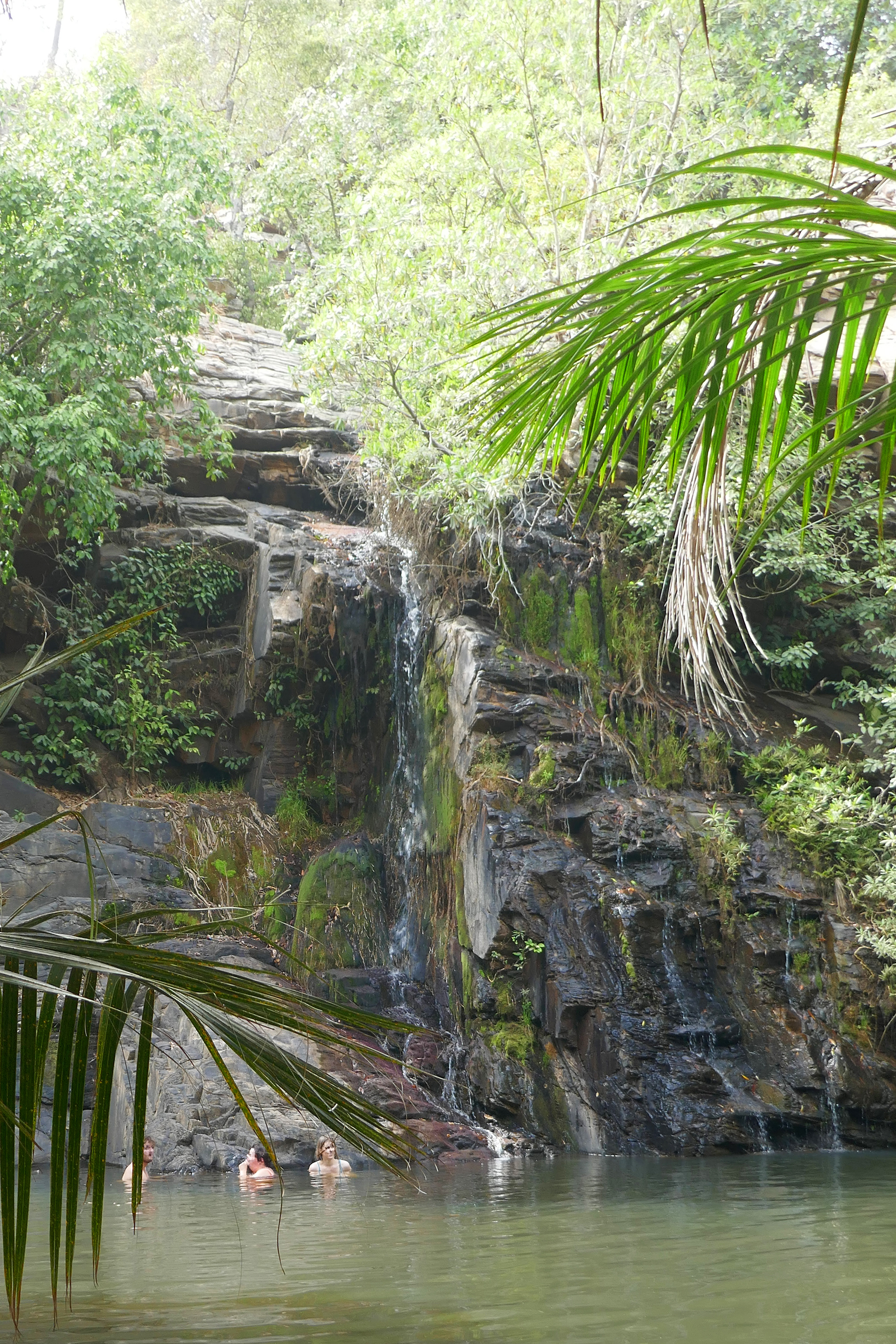
Kota-watervallen
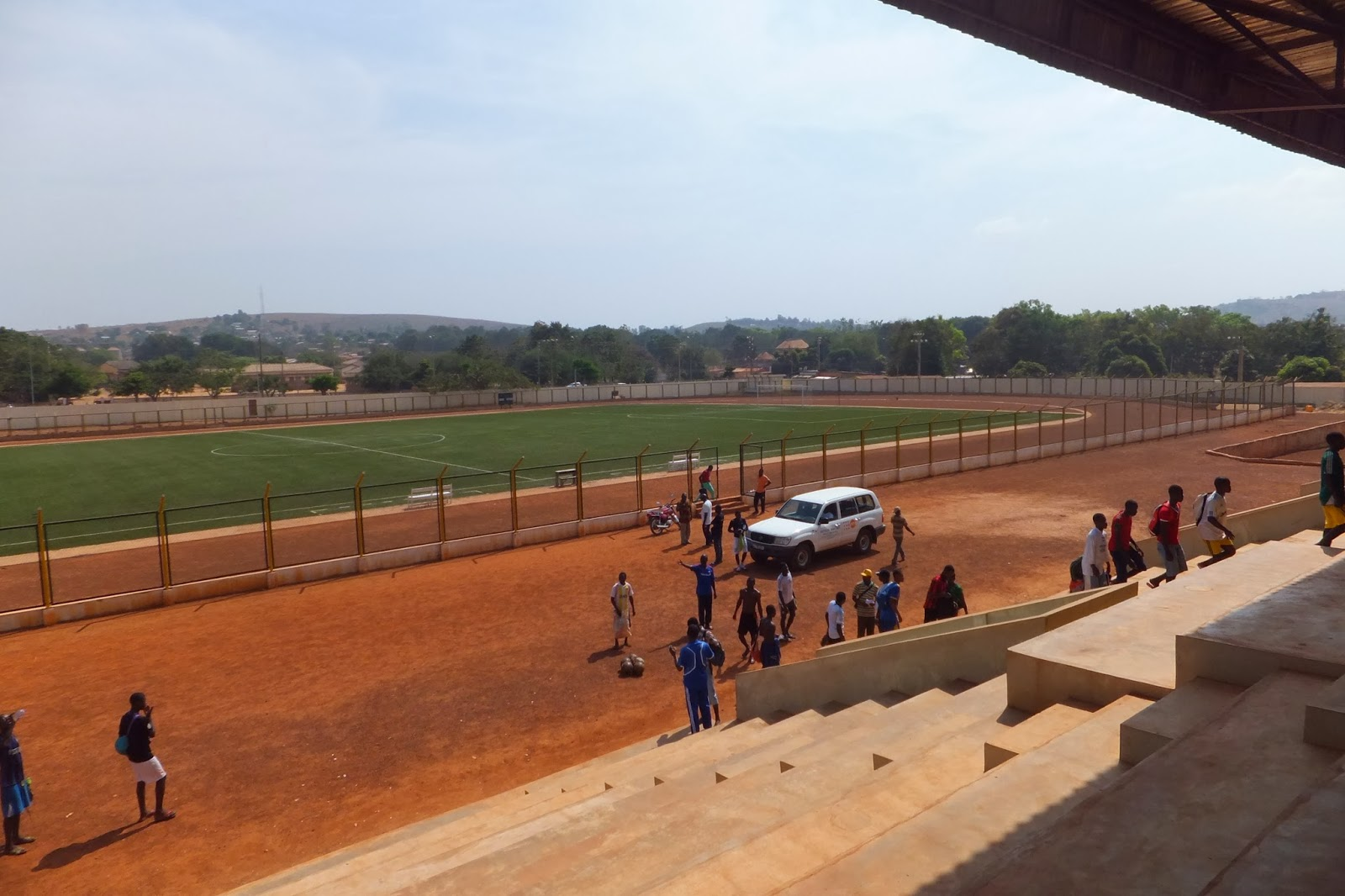
Multifunctioneel stadion
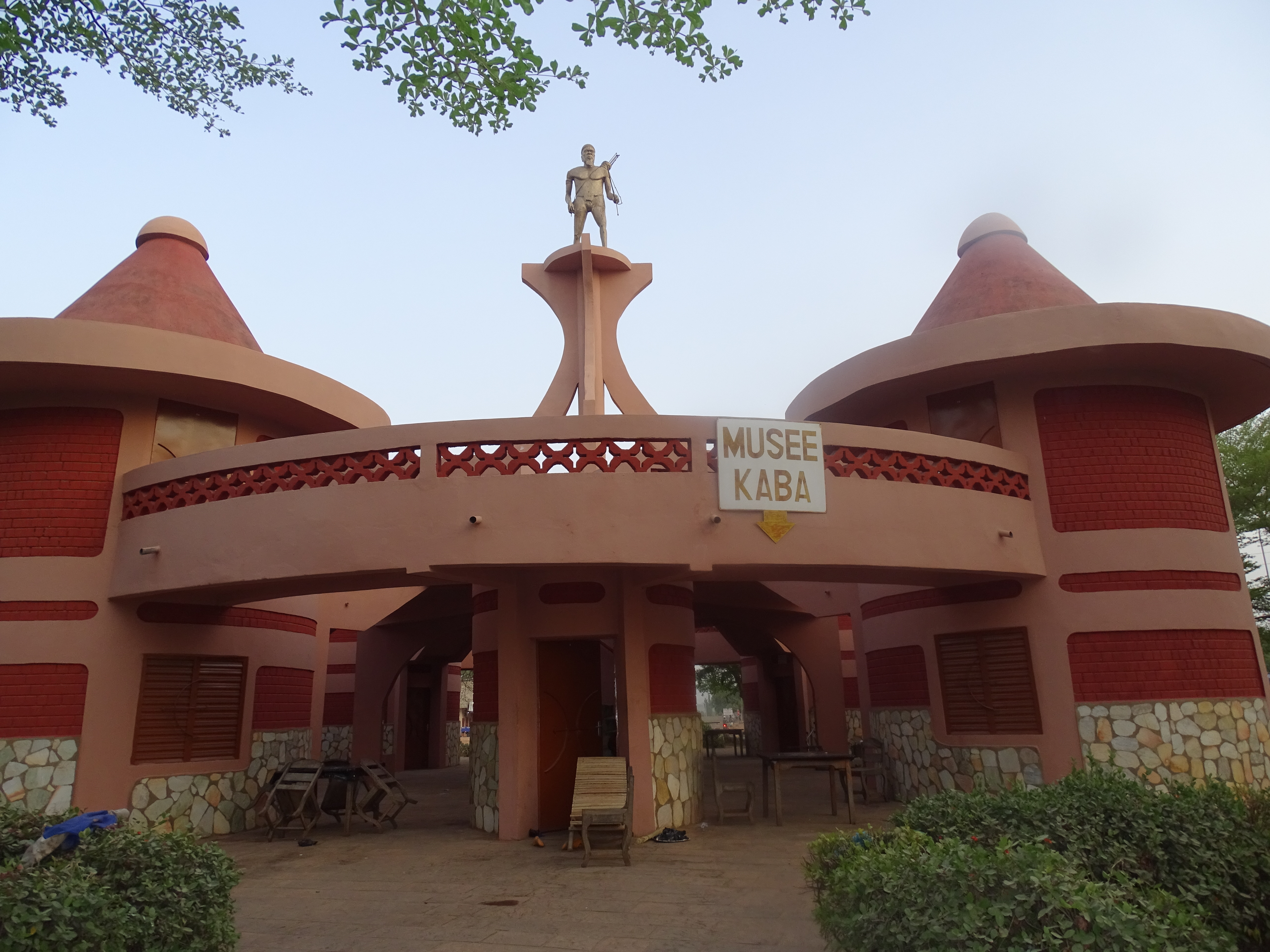
Museum met een standbeeld van Kaba
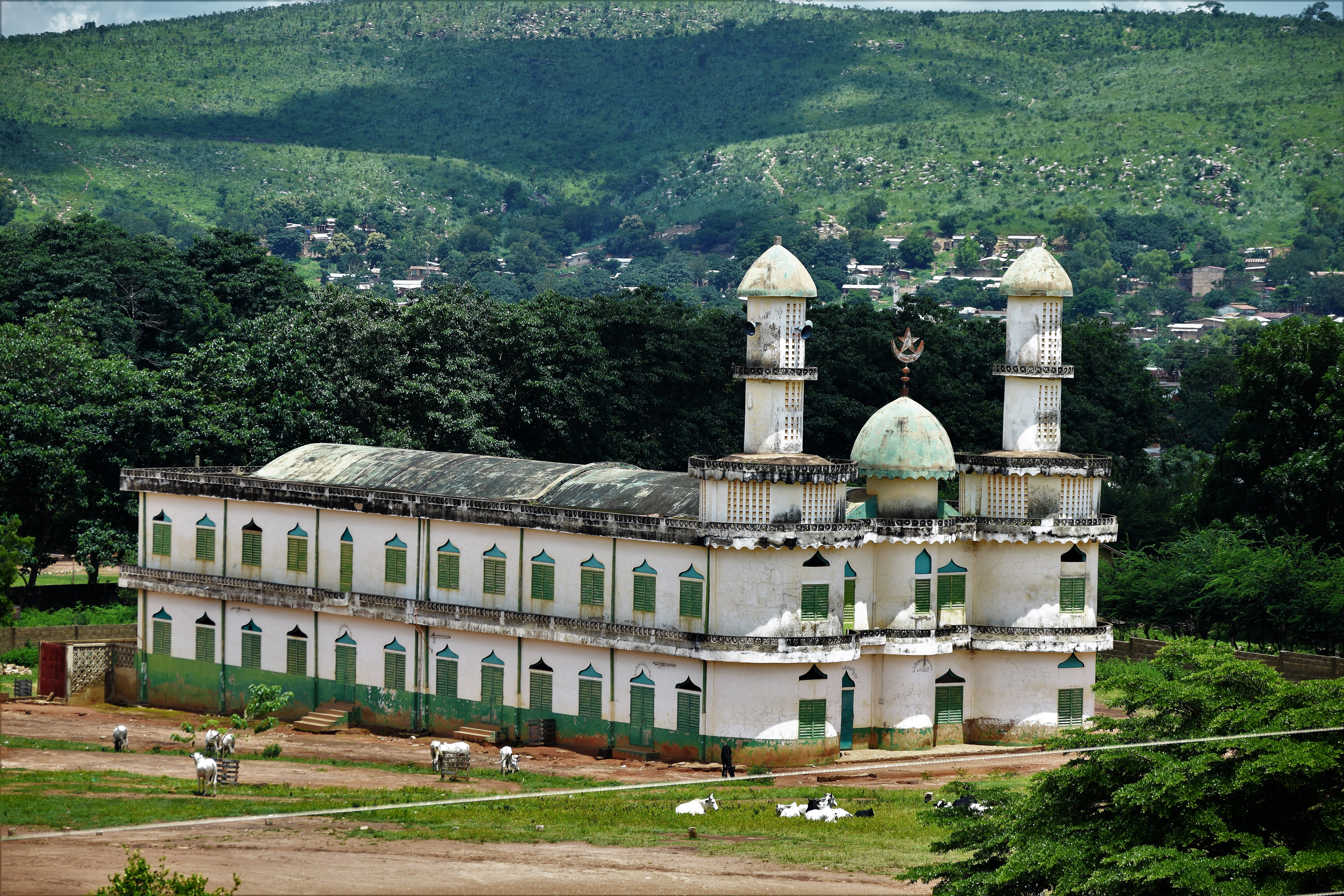
Centrale moskee
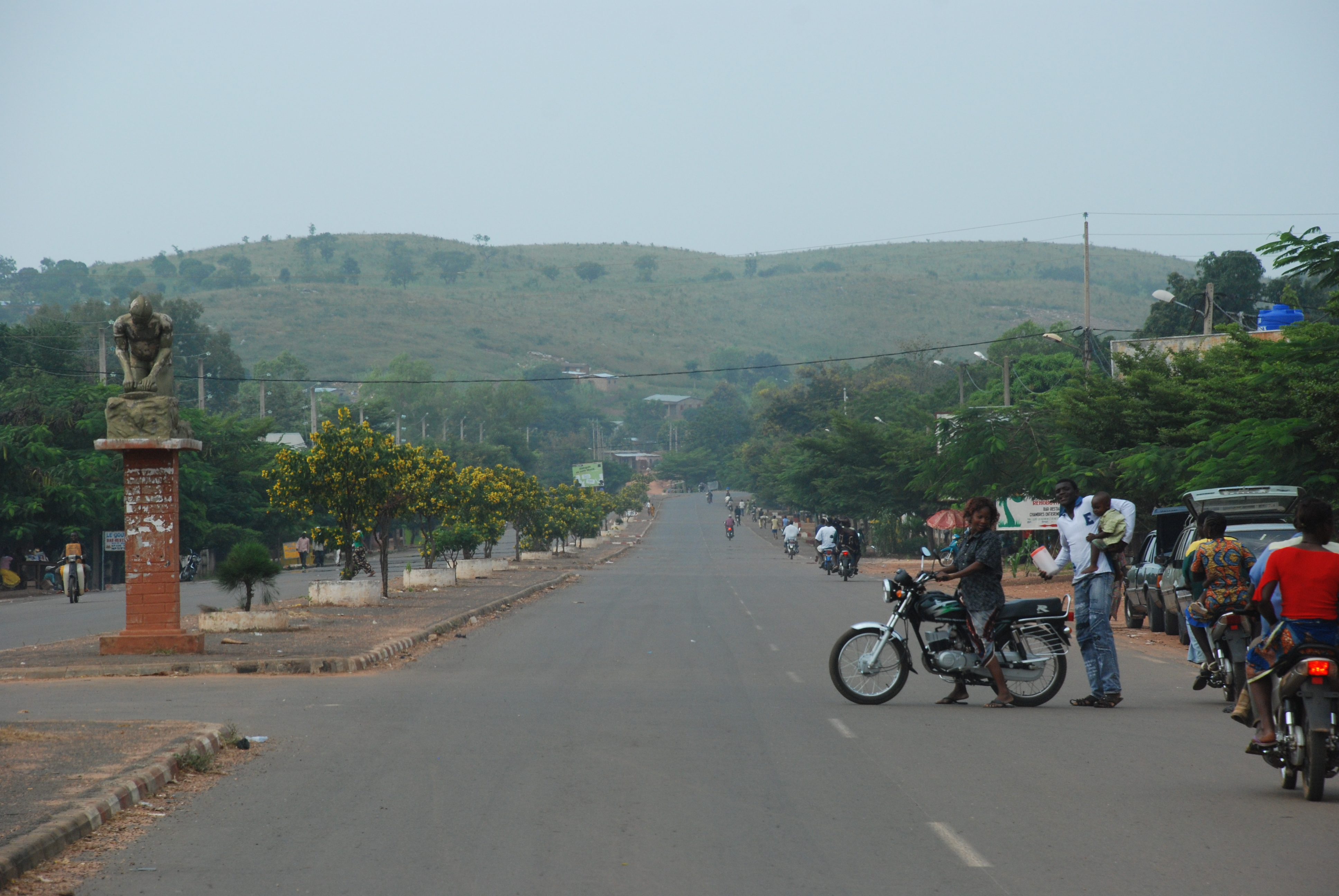
Asfaltweg